# Bayview (Île-du-Prince-Édouard)
Pour les articles homonymes, voir Bayview.
Bayview est un village dans le comté de Queens de la province de l'Île-du-Prince-Édouard au Canada. Il est situé entre Cavendish et Kensington.